# ヴェイユ・シャトレ群
数論幾何学のヴェイユ・シャトレ群（ヴェイユ・シャトレぐん、英: Weil–Châtelet group）、またはWC群（WC-group）とは、体
K
上定義されたアーベル多様体 A をはじめとする代数群に対して定義される群で、K
上定義された
A
についての主等質空間がなすアーベル群のことである。楕円曲線に対してこれを導入した
Châtelet (1946)
と一般の場合にこれを導入した
Weil (1955)
にちなみ
Tate (1958)
が名付けた。無限降下法と関連するので、アーベル多様体の数論、特に楕円曲線の数論において基本的な役割をはたす。
これは
K
の絶対ガロア群
{\displaystyle G_{K}}
のガロアコホモロジー
{\displaystyle H^{1}(G_{K},A)}
として直接定義できる。代数体などの大域体と局所体の場合が特に関心を持たれている。K
が有限体のときは、楕円曲線についてのヴェイユ・シャトレ群が自明になることが
Schmidt (1931)
で証明され、任意の連結代数群について自明になることが
Lang (1956)
で証明されている。